# Gustavo Jiménez Jiménez
Gustavo Jiménez Jiménez (Sogamoso, 5 de mayo de 1919-Bogotá, 8 de septiembre de 1949) fue un abogado y político colombiano.
Mientras se desempeñaba como Representante a la Cámara por Boyacá, murió asesinado en la sala de sesiones de la Cámara de Representantes de Colombia del Capitolio Nacional, en el marco de La Violencia, el 9 de septiembre de 1949. Dirigente del Partido Liberal Colombiano, recibió el título póstumo de "Mártir del Parlamento".

## Biografía

### Primeros años y carrera política
Nacido en Sogamoso hijo de Gonzalo Jiménez Robayo y de Hermencia Jiménez Sánchez, inició sus estudios de bachillerato en el Colegio de Sugamuxi y en el Colegio de Boyacá, en Tunja.
Obtuvo el título de abogado en la Universidad Nacional de Colombia. Legó a ser concejal de Sogamoso, secretario del Directorio Liberal de Boyacá, diputado a la Asamblea del Departamento y Representante a la Cámara.

### Asesinato
En el marco de La Violencia, en la noche del 7 de septiembre de 1949 se discutía en la Cámara de Representantes unas objeciones presentadas por el presidente Mariano Ospina Pérez, del Partido Conservador, a una propuesta del Partido Liberal, avalada por la Corte Suprema de Justicia, para adelantar las elecciones presidenciales de 1950 al 27 de noviembre de 1949.
Tras varias horas de debate, el presidente de la Cámara, Julio César Turbay Ayala, levantó al sesión sobre las 12:05 AM del 8 de septiembre. Tras regresar al recinto, el representante Boyacense Carlos del Castillo Isaza injurió a los liberales. En respuesta, el también congresista boyacense Jiménez le dijo: "Su señoría, honorable representante, no es Del Castillo ni Isaza. Su padre fue un modesto campesino boyacense, que por cierto murió en un lamentable accidente, y era Castillo y no Del Castillo. El apellido de su madre era Saza y no Isaza", a lo que Del Castillo respondió "¡Yo al menos soy hijo legítimo. Usted no lo es, y reaccione!".
Ante tal ofensa, Jiménez intentó sacar su arma para disparar a Del Castillo, que estaba borracho, pero éste fue más rápido y disparó primero. A eso le siguió más de 100 disparos que acabaron con la vida de Jiménez e hirió al también liberal Jorge Soto del Corral, quien, como consecuencia de las heridas, fallecería en 1955. También fueron heridos los conservadores Ricardo Silva Valdivieso y Amadeo Rodríguez.
La violencia no era nueva en el Congreso, pues en 1942 los Representantes a la Cámara por Bolívar, Efraín del Valle y Carlos Arturo Pareja, se batieron a tiros durante una sesión de control político.
Nadie nunca fue condenado por el crimen, aunque Del Castillo y Rodríguez fueron investigados como presuntos instigadores.

#### Consecuencias
Tras los acontecimientos, se prohibió el ingreso de alcohol y armas al Congreso. El asesinato de Jiménez también influyó en el cierre del Congreso dos meses después, el 7 de noviembre.
Aunque el debate se transmitía por radio, no se conservan archivos sonoros de aquella trágica jornada. Finalmente, las objeciones fueron rechazadas y las elecciones se celebraron el 27 de noviembre de 1949. Sin embargo, debido al clima de violencia el candidato presidencial Liberal, Darío Echandía Olaya, se retiró de la contienda y resultó elegido el conservador Laureano Gómez.

## Homenajes
En su memoria, se ordenó la colocación de una placa en los salones de la Cámara de Representantes y la erección de un monumento en las alturas del Cerro de Santa Bárbara en Sogamoso. Este proyecto, sancionado por el Concejo Municipal, no llegó a realizarse y la “primera piedra” desapareció. 
Una institución docente lleva su nombre: el Colegio de Bachillerato Técnico Industrial "Gustavo Jiménez", de Sogamoso.
Así lo describió el dirigente liberal Jorge Uribe Márquez: 

"Envidiable fin indudablemente. Pero de tu juventud esperaban mucho todavía la patria y el Partido Liberal, y no es justo, ni es aceptable, que cuando los hombres sobresalen en este país por sus virtudes, por su inteligencia, por la reciedumbre de su carácter, el destino manifiesto de sus vidas sea el ara del sacrificio, porque entonces estaría desquiciada la lógica y roto el ritmo normal de la democracia”.